# 赵常青
赵常青（1969年4月6日—），陕西省商洛市山阳县人，人权民运活动家，《零八宪章》签署人之一，新公民运动的参与者，独立中文笔会会员。毕业于陕西师范大学历史系，是八九学生民主运动的领袖之一，他曾经担任外高联联络部的秘书长。因为参加1989年的六四运动而入狱半年。1997年成为陕西省漢中市南郑县的人大代表候选人，但是由于他揭发当地选举中的违法行为，被以危害国家安全罪逮捕并判刑三年。

## 第1次坐牢
1989年后，他因此3次坐牢。他因六四事件被关於北京秦城監獄4个月。他认为这是“对他的人生是一个里程碑，他的理想既酝酿于学潮，也酝酿于秦城监狱。他20岁选择了这个方向，就把它当成一个非常崇高的事业去追求。”

## 第2次坐牢
1997年，他在陝西地方人大選舉中指責當地官員違反選舉法，被以「煽動顛覆國家政權罪」判處3年徒刑，而再度入獄。

## 第3次坐牢
在2002年起草致中共十六大公开信，提出平反六四等要求。被以煽动颠覆国家政权罪判处5年徒刑，關押在陝西省渭南監獄。2007年11月27日，刑满出狱。前一天晚上，吃完饭他就把碗给砸了，當天早上没吃早饭。他在狱中拒绝认罪，不服从狱方对罪犯的管制条例，因此4次被关禁闭，总共时间长达10个月。他表示，他现在不会申诉，除非等到国家真正实现民主法制才会考虑。

## 第4次坐牢
2014年4月18日，北京海淀区法院判决，丁家喜、李蔚、赵常青和张宝成四人被控“聚众扰乱公共场所秩序罪”。丁家喜被判刑3年6个月、赵常青被判刑2年6个月、李蔚和张宝成各被判刑2年。同年10月，赵常青与郭飞雄、丁家喜、吴仁华一起被“中国民主教育基金会”评选为年度“中国杰出民主人士”。

## 个人简历和活动
- 1988年9月，入读陕西师范大学历史系[8]
- 1992年7月，毕业后被分派到陕西省南郑县的中国核工业总公司813厂子弟学校高中部任教师[8]
- 1996年9月，因写文章 “改革政治体制走民主化道路” 被拘传[8]
- 1997年12月，举发其所属的中国核工业总公司813厂在南郑县第13届人民代表的选举中公然违反选举法[8]
- 1998年1月，因选举之事被汉中市国家安全局逮捕[8]
- 1998年3月25日，被国家安全局以涉嫌危害国家安全正式逮捕。同年7月，被陕西省汉中市中级人民法院以煽动颠覆国家政权罪判处有期徒刑3年，剥夺政治权利1年。[8]
- 1998年9月，被送进陕西省汉中监狱服刑。同年9月，被813厂开除厂籍，其户口被打回陕西省山阳县农村。[8]
- 2001年2月底获释，被汉中警方押送回原籍山阳县。为谋生到西安打工。[8]
- 2002年6月28日，纽约的中国人权组织发布了由他联合全国各省市人权民运人士共有 170人签名要求中国政府立即释放闯关回国的杨建利公开信[8]
- 2002年11月7日，被秘密逮捕，家被查抄[8]
- 2003年7月10日，上午9时30分，陕西省西安市中级人民法院不公开开庭审理其煽动颠覆国家政权罪一案[8]
- 2003年8月4日，被西安市中级人民法院以煽动颠覆国家政权罪判处有期徒刑5年[8]
- 2007年11月，五年刑满出狱[9]

## 家庭
2016年7月21日，杨建利发布消息说：赵常青的妻子刘晓冬于2016年5月从中国逃到泰国，近日在美国政府批准其人道保护申请后，星期二抵达加州旧金山。现年40岁的刘晓冬的预产期为8月下旬。杨建利表示，“人道中国”组织将安排刘晓冬母子在旧金山湾区定居待产。刘晓冬表示在意识到中国当局可能要挟家属以控制活动人士后，才决定出逃，而赵常青会坚持留在中国从事人权活动。